# La ricerca dell'assoluto
La ricerca dell'assoluto (in francese: La recherche de l'absolu) è un romanzo di Honoré de Balzac, pubblicato a Parigi nel 1834 come terzo volume delle "Scene della vita privata" negli "Studi di costume del XIX secolo", poi incluso negli "Studi filosofici" della Commedia umana. Ambientato a Douai, nella Fiandra francese all'inizio del XIX secolo, narra le vicende di Balthazar Claës e della sua famiglia.

## Trama
La famiglia Claës è una delle più agiate famiglie della città di Douai, il capofamiglia, il sig. Balthazar Claës è sposato con Joséphine, discendente della famiglia spagnola della Casa-Real. La delicatezza di Balthazar aveva esaltato in lei i più generosi sentimenti, i due vivevano in una felicità scambievole. La famiglia si componeva inoltre di due figli e due figlie. La vita scorreva pressoché serena e armoniosa, fino al giorno in cui Balthazar dedicherà il suo tempo alla chimica nella speranza di ricercare l'Assoluto, la sostanza comune a tutte le creazioni.
In questa impresa verrà aiutato dal fedele domestico Lemulquinier il quale non lo abbandonerà mai. Questa sua attività di chimico lo assorbirà totalmente, fino a far venire meno quella felicità domestica che regnava in casa Claës, causando inoltre non pochi problemi economici per le spese sostenute nell'acquisto delle apparecchiature.
Il perdurare della situazione porterà alla morte della moglie Joséphine, la quale soffrirà molto della mancanza di amore del marito, ma non cesserà mai di amarlo e aiutarlo economicamente, tanto che il giorno della sua morte farà promettere alla figlia maggiore, Margherite, di seguire il padre e di amarlo per sempre, qualsiasi cosa accada.
La figlia assolverà la promessa fatta nonostante il perdurare degli sperperi economici da parte del padre, il quale in fasi alterne continuerà a cercare l'Assoluto, sperperando sei patrimoni. La figlia Margherite si sposerà con Emmanuel Solis, nipote dell'abate Solis, amico di famiglia da vecchia data. L'eredità ricevuta dalla famiglia Solis risulterà provvidenziale per permettere a Margherite di riportare la casa e la famiglia Claës ai vecchi fasti. Nella conclusione del romanzo Balthazar, invecchiato e povero (ancora una volta povero) in punto di morte con il suo fedele servo Lemulquinier, accudito da sua figlia Margherite e suo marito Emmanuel, leggendo un articolo di giornale mette a conoscenza il suocero della scoperta dell'Assoluto compiuta da altri ricercatori.

## Curiosità
La ricerca dell'assoluto è il romanzo cui si appassiona Antoine Doinel, il protagonista del film I quattrocento colpi (1959) di François Truffaut.

## Edizioni italiane
- La ricerca dell'assoluto, prima versione italiana di Lorenzo Tassi, 2 voll., Milano, 1837.
- Claes l'alchimista (La recherche de l'absolu), traduzione di I. R., Milano, Edizioni Delta, 1929.
- La pelle di Zigrino; La ricerca dell'assoluto, trad. di Maria Serena Battaglia, Milano, Edizioni per il Club del libro, 1958; Novara, De Agostini, 1964 (con prefazione di Silvio Locatelli).
- La ricerca dell'assoluto, in Studi filosofici, trad. di Paolo Russo e Renato Mucci, Roma, Gherardo Casini, 1959 (con introduzione di Luigi De Nardis).
- La ricerca dell'assoluto, traduzione di Andrea Zanzotto, Milano, Garzanti, 1975; nuova edizione, con introduzione di Ferdinando Camon, 1995, ISBN 88-11-58569-4.
- La ricerca dell'assoluto, a cura di Luciano Poggi, Roma, Lucarini, 1988, ISBN 88-7033-252-7.